# Gustav Adolfs socken, Värmland
Gustav Adolfs socken i Värmland ingick i Älvdals härad, ingår sedan 1974 i Hagfors kommun och motsvarar från 2016 Gustav Adolfs distrikt.
Socknens areal är 421,84 kvadratkilometer land. År 2000 fanns här 734 invånare. Tätorten Geijersholm, småorten Gustavsfors samt sockenkyrkan Gustav Adolfs kyrka ligger i socknen.   

## Administrativ historik
Socknen bildades genom utbrytning 1789 ur Ekshärads socken och Norra Råda socken och hade till 1791 namnet Deglundens socken. 
Vid kommunreformen 1862 övergick socknens ansvar för de kyrkliga frågorna till Gustav Adolfs församling och för de borgerliga frågorna bildades Gustav Adolfs landskommun. Landskommunen uppgick 1974 i Hagfors kommun. Församlingen uppgick 2006 i Hagfors-Gustav Adolfs församling.
1 januari 2016 inrättades distriktet Gustav Adolf, med samma omfattning som församlingen hade 1999/2000.
Socknen har tillhört län, fögderier, tingslag och domsagor enligt vad som beskrivs i artikeln Älvdals härad.

## Geografi
Gustav Adolfs socken ligger nordost om Hagfors kring Uvån och sjön Deglunden med sjöarna Knon och Naren i norr och Stor-Ullen och Lill-Ullen i söder. Socknen odlingsbygd vid vattendragen och sjöarna och är i övrigt en kuperad moss- och sjörik skogsbygd med höjder som i öster når 476 meter över havet.

## Fornlämningar
En offerkälla har funnits här, sydost om Gustavsfors.

## Namnet
Namnet gavs 1791 efter dåvarande kronprinsen, sedermera Gustav IV Adolf.

## Befolkningsutveckling
| Befolkningsutvecklingen i Gustav Adolfs socken, Värmland 1810–1990                                       | Befolkningsutvecklingen i Gustav Adolfs socken, Värmland 1810–1990 | Befolkningsutvecklingen i Gustav Adolfs socken, Värmland 1810–1990 | Befolkningsutvecklingen i Gustav Adolfs socken, Värmland 1810–1990 | Befolkningsutvecklingen i Gustav Adolfs socken, Värmland 1810–1990 |
| --- | ------------------------------------------------------------------ | ------------------------------------------------------------------ | ------------------------------------------------------------------ | ------------------------------------------------------------------ |
| |                                                                    |                                                                    |                                                                    |                                                                    |
| År |                                                                    |                                                                    | Folkmängd                                                          |                                                                    |
| 1810 | 1810                                                               |                                                                    | 1 060                                                              |                                                                    |
| 1820 | 1820                                                               |                                                                    | 1 149                                                              |                                                                    |
| 1830 | 1830                                                               |                                                                    | 1 327                                                              |                                                                    |
| 1840 | 1840                                                               |                                                                    | 1 521                                                              |                                                                    |
| 1850 | 1850                                                               |                                                                    | 1 758                                                              |                                                                    |
| 1860 | 1860                                                               |                                                                    | 2 075                                                              |                                                                    |
| 1870 | 1870                                                               |                                                                    | 2 215                                                              |                                                                    |
| 1880 | 1880                                                               |                                                                    | 2 444                                                              |                                                                    |
| 1890 | 1890                                                               |                                                                    | 2 550                                                              |                                                                    |
| 1900 | 1900                                                               |                                                                    | 2 491                                                              |                                                                    |
| 1910 | 1910                                                               |                                                                    | 2 260                                                              |                                                                    |
| 1920 | 1920                                                               |                                                                    | 2 198                                                              |                                                                    |
| 1930 | 1930                                                               |                                                                    | 2 175                                                              |                                                                    |
| 1940 | 1940                                                               |                                                                    | 1 762                                                              |                                                                    |
| 1950 | 1950                                                               |                                                                    | 1 418                                                              |                                                                    |
| 1960 | 1960                                                               |                                                                    | 1 215                                                              |                                                                    |
| 1970 | 1970                                                               |                                                                    | 1 025                                                              |                                                                    |
| 1980 | 1980                                                               |                                                                    | 858                                                                |                                                                    |
| 1990 | 1990                                                               |                                                                    | 828                                                                |                                                                    |
| Anm: Källor: Umeå universitet - Tabellverket 1749-1859, Demografiska databasen, CEDAR, Umeå universitet. |                                                                    |                                                                    |                                                                    |                                                                    |